# Beijing Guoan Football Club
Maillots
Actualités

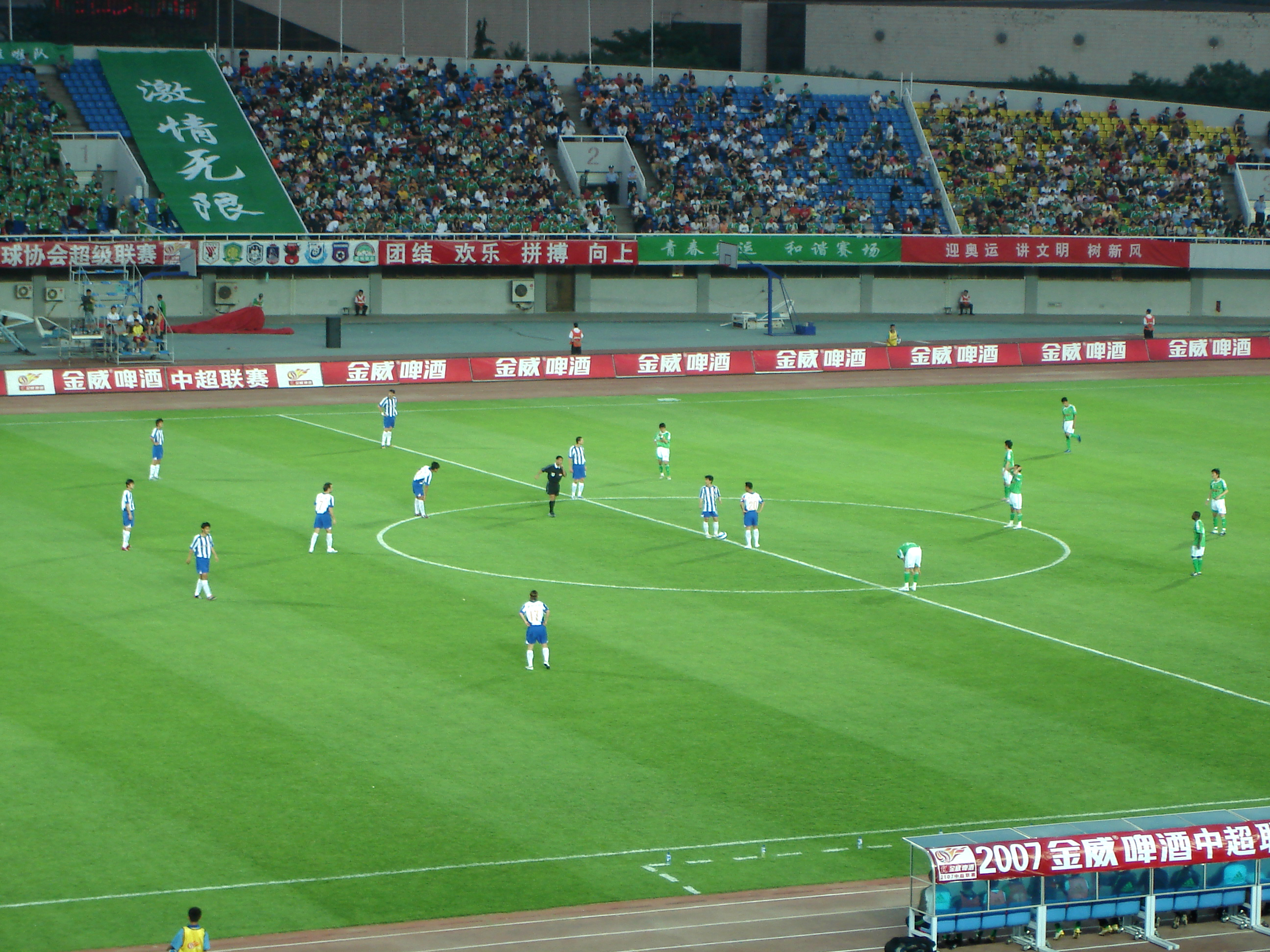
Un match contre le Shaanxi Baorong en 2007

Le Beijing Sinobo Guo'an Football Club (en chinois : 北京中赫国安足球俱乐部), plus couramment abrégé en Beijing Guoan, est un club chinois de football fondé en 1951 et basé dans le district de Chaoyang à Pékin, la capitale du pays
Le club évolue au Stade des Ouvriers, qui a une capacité d'environ 66 000 places. Le club est possédé à 64 % par le groupe immobilier du Sinobo Group et à 36 % par le conglomérat chinois du CITIC Group.
Le club possède six championnats nationaux et cinq coupes nationales à son palmarès.

## Histoire du club

### Débuts (1951-1992)
Le Beijing Guo'an est fondé en 1951. Le club est alors créé afin de rassembler les meilleurs joueurs des villes de Tianjin et de Pékin. Le nom de l'équipe est issu de l'équipe homonyme qui a participé aux Jeux de Chine de 1910. Le club était un grand club chinois jusqu'à sa professionnalisation en 1992. En effet, le club de la capitale chinoise remporta 5 fois le championnat national (1957, 1958, 1973, 1982, 1984) et 1 fois la coupe nationale (1985).

### Début de la professionnalisation du club (1993-2003)
En 1992, alors que la Fédération chinoise veut entamer la professionnalisation de son championnat, le club devient, le 31 décembre de cette même année, officiellement professionnel. En 1993, il est racheté par la filiale du CITIC Group, le CITIC Guoan; le club est ainsi rebaptisé Beijing Guoan. Doté de nouveaux moyens, le club commence alors à se structurer et remporte la coupe nationale en 1996, en 1997 puis en 2003. La saison après ce dernier titre, le championnat chinois est rebaptisé Chinese Super League. 

### Un club professionnel à part entière (2004- )
Cette saison 2004 est la saison marquant la professionnalisation totale du premier échelon du football chinois. Elle est aussi la date de rénovation du stade du club pékinois (le Stade des Ouvriers). Le Beijing Guo'an est par ailleurs l'un des 4 clubs chinois à ne jamais être descendu dans un échelon inférieur depuis cette date. Le club finira 7ème du championnat en 2004, 6ème en 2005, 3ème en 2006 et enfin 2ème en 2007.
En 2008, le club remporte la compétition de sport automobile où plusieurs clubs de foot sont présents : la Superleague Formula. Le club finit par ailleurs 3ème du championnat.
Le club remporte le championnat national en 2009. C'est le premier titre.du club depuis la professionnalisation du football chinois et le deuxième titre du millénaire. Le club déçoit cependant la saison suivante en finissant à la 5ème place du championnat. 
L'équipe connaît une bonne période entre 2011 et 2015. En effet, elle finit 2ème à 2 reprises (2011 et 2014), 3ème en 2012 et 2013 et enfin 4ème en 2015.
Pendant l'intersaison 2015-2016, les clubs chinois s'activent sur le marché des transferts et réalisent de gros coups (Alex Teixeira au Jiangsu Suning, Jackson Martinez au Guangzhou Evergrande...). Le club de Beijing est lui aussi obligé de rétorquer et recrute ainsi la star du club brésilien du Corinthians, Renato Augusto et la légende turque de Galatasaray, Burak Yilmaz, respectivement pour 9 et 7 millions d'euros. Malgré ses nouvelles recrues, le club ne finit qu'à la 5ème place. Le niveau du championnat a augmenté et les exigences elles aussi.
Le 27 décembre 2016, l'entreprise Sinobo entre ainsi dans le capital du club; le club est ainsi rebaptisé Beijing Sinobo Guoan et devient doté d'une plus grande puissance financière. Pendant l'intersaison 2016-2017, le club recrute ainsi la légende du Red Bull Salzbourg, Jonathan Soriano. Cela n'empêchera pas l'équipe de finir à une piètre 9ème place.
Lassé de ne plus avoir gagné de titres depuis 2009, le club pékinois met de gros moyens durant l'intersaison 2017-2018. Il recrute ainsi les joueurs du championnat espagnol, Jonathan Vieira et Cédric Bakambu, respectivement pour 11 et 40 millions d'euros. Bakambu devient ainsi le joueur africain le plus cher de l'histoire. Le Beijing Guo'an recrute aussi certains bons joueurs nationaux du championnat chinois comme Chi Zongguo, Hu Yangqiang et Liu Huan. Le club réalise ainsi une grande saison en finissant 4ème du championnat derrière le Shandong Luneng et les intouchables du Shanghai SIPG et du Guangzhou Evergrande et remporte la coupe face au Shandong Luneng, 17 ans après sa dernière finale.
L'intersaison 2018-2019 est elle très intéressante. Même s'il a perdu la Supercoupe de Chine face au Shanghai SIPG, le club réalise 2 jolis coups en recrutant le sino-anglais Nico Yennaris (alias Li Ke) et le jeune espoir sud-coréen Min-jae Kim avant de recruter le brésilien Fernando en cours de saison. Le club finit ainsi brillamment à la 2ème place du championnat en battant ses records de points et de victoires sur une saison (70 points pour 23 victoires en une saison), mené par l'entraîneur français Bruno Génésio, arrivé en cours de saison, connu pour son style de jeu offensif.

## Bilan sportif

### Palmarès
| Compétitions nationales | Compétitions internationales                                                                                      |                                                        |
| \| - Championnat de Chine (6) : - Champion : 1957, 1958, 1973, 1982, 1984 et 2009. - Coupe de Chine (5) : - Champion : 1985, 1996, 1997, 2003 et 2018. \| \| - Supercoupe de Chine (4) : - Champion : 1997 et 2003. \| | - Ligue des champions de l'AFC : - 7 participations. - Coupe d'Asie des vainqueurs de coupe : - 2 participations. |                                                        |
| - Championnat de Chine (6) : - Champion : 1957, 1958, 1973, 1982, 1984 et 2009. - Coupe de Chine (5) : - Champion : 1985, 1996, 1997, 2003 et 2018.                                                                    | | - Supercoupe de Chine (4) : - Champion : 1997 et 2003. |

| - Championnat de Chine (6) : - Champion : 1957, 1958, 1973, 1982, 1984 et 2009. - Coupe de Chine (5) : - Champion : 1985, 1996, 1997, 2003 et 2018. |  | - Supercoupe de Chine (4) : - Champion : 1997 et 2003. |

### Bilan saison par saison
| Saison | D1  | Points | Journée | Vic. | Nuls | Déf. | B.P. | B.C. | Diff. |
| ------ | --- | ------ | ------- | ---- | ---- | ---- | ---- | ---- | ----- |
| 2019   | 2e  | 70 pts | 30      | 23   | 1    | 6    | 68   | 24   | +44   |
| 2018   | 4e  | 53 pts | 30      | 15   | 8    | 7    | 64   | 45   | +19   |
| 2017   | 9e  | 40 pts | 30      | 11   | 7    | 12   | 42   | 42   | 0     |
| 2016   | 5e  | 43 pts | 30      | 11   | 10   | 9    | 34   | 26   | +8    |
| 2015   | 4e  | 56 pts | 30      | 16   | 8    | 6    | 46   | 26   | +20   |
| 2014   | 2e  | 67 pts | 30      | 21   | 4    | 5    | 50   | 25   | +25   |
| 2013   | 3e  | 51 pts | 30      | 14   | 9    | 7    | 54   | 31   | +23   |
| 2012   | 3e  | 48 pts | 30      | 14   | 6    | 10   | 34   | 35   | -1    |
| 2011   | 2e  | 53 pts | 30      | 14   | 11   | 5    | 49   | 21   | +28   |
| 2010   | 5e  | 46 pts | 30      | 12   | 10   | 8    | 35   | 29   | +6    |
| 2009   | 1re | 51 pts | 30      | 13   | 12   | 5    | 48   | 28   | +20   |
| 2008   | 3e  | 58 pts | 30      | 16   | 10   | 4    | 44   | 27   | +29   |
| 2007   | 2e  | 54 pts | 28      | 15   | 9    | 4    | 45   | 19   | +26   |
| 2006   | 3e  | 49 pts | 28      | 13   | 10   | 5    | 27   | 16   | +9    |

## Personnalités du club

### Présidents
- Zhou Jinhui

### Entraîneurs
| - Xue Jizhu (1956) - Chen Chengda (1957 - 1958) - Shi Wanchun (1959 - 1972) - Zeng Xuelin (1973 - 1982) - Sun Yunshan (1983 - 1985) - Jin Zhiyang (1986) - Cheng Wenkuan (1987) - Tang Pengju (1988 - 1994) - Jin Zhiyang (13 janvier 1995 - 4 février 1998) - Shen Xiangfu (4 février 1998 - décembre 1999) - Milovan Đorić (15 décembre 1999 - 4 avril 2000) | - Wei Kexing (4 avril 2000 - 5 janvier 2002) - Ljupko Petrović (5 janvier 2002 - décembre 2002) - Jose Carlos de Oliveira (décembre 2002 - avril 2003) - Ljupko Petrović (avril 2003 - 3 octobre 2003) - Yang Zuwu (3 octobre 2003 - décembre 2004) - Shen Xiangfu (janvier 2005 - 22 octobre 2006) - Lee Jang-soo (2 décembre 2006 - 16 septembre 2009) - Hong Yuanshuo (16 septembre 2009 - 21 septembre 2010) - Wei Kexing (21 septembre 2010 - 11 novembre 2011) - Jaime Pacheco (27 décembre 2011 - 18 novembre 2012) | - Aleksandar Stanojević (15 décembre 2012 - décembre 2013) - Xie Feng (janvier 2014) - Gregorio Manzano (17 février 2014 - novembre 2015) - Alberto Zaccheroni (19 janvier 2016 - 19 mai 2016) - Xie Feng (19 mai 2016 - 23 novembre 2016) - José González (23 novembre 2016 - 2 juin 2017) - Xie Feng (2 juin 2017 - 10 juin 2017) - Roger Schmidt (10 juillet 2017 - 31 juillet 2019) - Bruno Génésio (31 juillet 2019 - 31 décembre 2020) - Slaven Bilić (6 janvier 2021 - 8 janvier 2022) - Feng Xie (14 janvier 2022 -) |

## Identité du club

### Changements de nom
- 1956 : Beijing Physical Education Normal University
- 1957-1960 : Beijing FC
- 1961-1964 : Beijing Youth
- 1965-1992 : Beijing FC
- 1993-2002 : Beijing Guo'an
- 2003-2005 : Beijing Hyundai Motors
- 2006-2016 : Beijing Guo'an
- 2017- : Beijing Sinobo Guo'an

### Différents stades
Depuis 1994, le club a évolué dans trois stades différents : le Xiannongtan Stadium (de 1994 à 1995), Beijing Fengtai Stadium (de 2006 à 2008) et le Stade des Ouvriers dans lequel il évolue depuis 2009 et dans lequel il a évolué de 1996 à 2005.

### Logos

Ancien logo
Ancien logo
Logo actuel